# Them Changes
Them Changes ist ein Pop-Rock-Song von Buddy Miles, der auf seinem gleichnamigen Studioalbum im Jahr 1970 veröffentlicht wurde. Das in der Tonart E-Dur verfasste Lied wurde von Steve Cropper produziert. Mehrere Live-Versionen von Miles, unter anderem vom Woodstock Reunion Concert 1989, wurden veröffentlicht.
Im Bereich des Jazz und Fusion wurde der Titel ab den 1970er-Jahren mehrmals gecovert,  u. a. von Lionel Hampton, Ramsey Lewis, Paul Humphrey, George Gruntz, Bobby McFerrin, Steve Gadd, Tom Scott und Linda Sharrock. Gecovert wurde die Aufnahme auch von Eric Clapton und Steve Winwood auf ihrem Kollaborationsalbum bzw. dem Konzertfilm Live from Madison Square Garden aus dem Jahr 2009.
Im Jahr 2017 verwendeten Die Fantastischen Vier das Hauptthema des Liedes für ihren Song Endzeitstimmung.